# كلوديا ماكنيل
كلوديا ماكنيل (بالإنجليزية: Claudia McNeil)‏ هي أمينة مكتبة وموسيقية وممثلة أمريكية، ولدت في 13 أغسطس 1917 في بالتيمور في الولايات المتحدة، وتوفيت في 25 نوفمبر 1993 في Lillian Booth Actors Home ‏ في الولايات المتحدة بسبب السكري.

## ترشيحات
- جائزة توني لأفضل ممثلة مسرحية [الإنجليزية]‏ (1960)
- جائزة توني لأفضل ممثلة مسرحية [الإنجليزية]‏ (1963)

## وصلات خارجية
- كلوديا ماكنيل على موقع IMDb (الإنجليزية)
- كلوديا ماكنيل على موقع الموسوعة البريطانية (الإنجليزية)
- كلوديا ماكنيل على موقع ألو سيني (الفرنسية)
- كلوديا ماكنيل على موقع ميوزك برينز (الإنجليزية)
- كلوديا ماكنيل على موقع أول موفي (الإنجليزية)
- كلوديا ماكنيل على موقع قاعدة بيانات برودواي على الإنترنت (الإنجليزية)
- كلوديا ماكنيل على موقع قاعدة بيانات الأفلام السويدية (السويدية)
- كلوديا ماكنيل على موقع ديسكوغز (الإنجليزية)
- كلوديا ماكنيل على موقع قاعدة بيانات الفيلم (الإنجليزية)
- كلوديا ماكنيل على موقع كينوبويسك (الروسية)